# Diuris magnifica
Espèce
Diuris magnifica est une espèce de plantes de la famille des Orchidaceae.
Il est endémique au sud-ouest de l'Australie-Occidentale.
Il est haut de 30 à 60 cm. Les fleurs sont jaunes à pourpre et apparaissent d'août à octobre dans son territoire d'origine.